# Johanitská církev
Johanitská církev (německy Johannische Kirche) je náboženská komunita založená v Berlíně v roce 1926 náboženským a církevním reformátorem Josefem Weißenbergem. Je to křesťanská církev, jejímž základem víry je Lutherův překlad Bible, Weißenbergovo učení a také vlastní teologická interpretace křesťanských tradic.

## Historie
Církev v roce 1926 založil německý zedník Josef Weißenber (1855–1941). Členové této církve žijí většinou v Německu, v roce 1997 jich byly přibližně 4 tisíce, od té doby není známý jejich aktuální počet.
Roku 1903 se údajně Josefu Weißenbergovi zjevil sám Ježíš. Ten se rozhodl, že skončí s prací zedníka a stal se léčitelem. Podle neznámých zdrojů znovuoživil 11 lidí. I přesto, že plně podporoval Adolfa Hitlera, byla církev v roce 1935 nacisty zakázána. Později byla obnovena, jejího vedení se ujala Weißenbergova dcera Frieda Müllerová (1911–2001) a později vnučka Josefina Müllerová (1949–2019).